# Wilhelm Marr
Wilhelm Marr (Magdeburg, 16 de novembro de 1819 – Hamburg, 17 de julho de 1904) foi um agitador e um jornalista alemão, que cunhou o termo "antissemitismo" como eufemismo da palavra alemã "Judenhass" (ódio aos Judeus).